# 다니엘 라벨

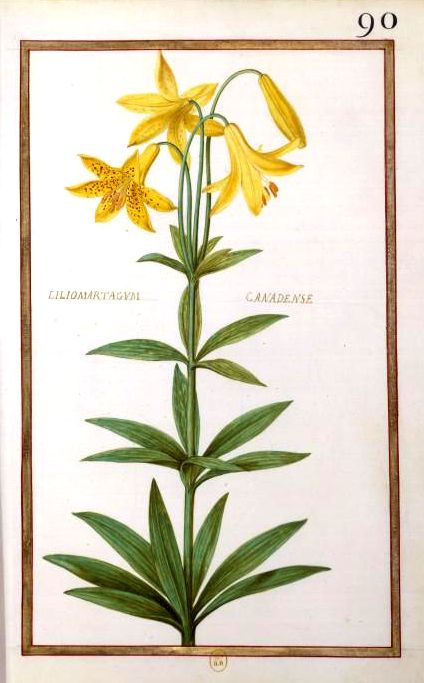

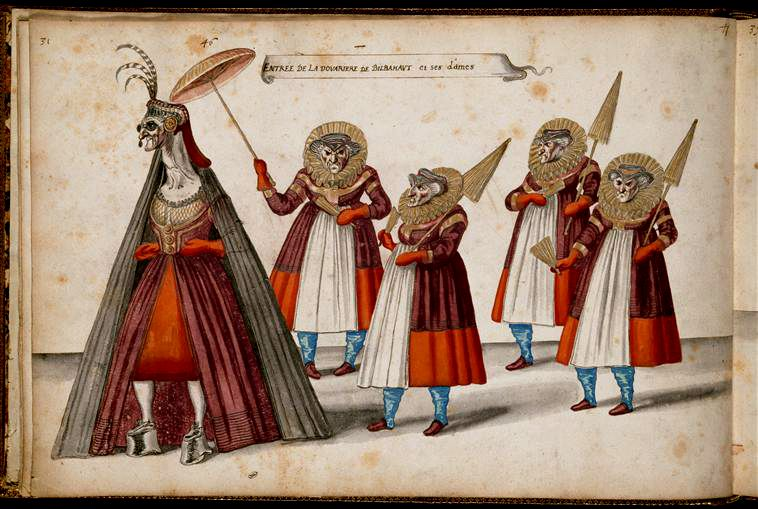

다니엘 라벨(Daniel Rabel, 1578년 - 1637년 1월 3일)은 프랑스 르네상스 시대의 화가, 조각가, 세밀화가, 식물학자, 자연사 삽화가이다. 앙리 3세 시기 궁정 화가였던 장 라벨(1545년 - 1603년)의 아들이다. 라벨은 앙리 4세의 두 번째 부인인 마리 드 메디시스의 초상화 화가로 궁정에 처음 고용되었고 브리와 샹파뉴에서 기술자로 재직하였다.
1612년 라벨은 느베르 공작의 공식 화가가 되었다. 1618년 카르티에 생제르맹데프레 로 옮겨 〈화초 연작〉과 〈빌바오의 두에리에르의 발레〉를 그렸고 풍경과 사냥 장면을 담은 유화를 제작하였다. 1631년 무렵 앙리 4세의 셋째 아들 오를레앙 공작 가스통 공식 화가로 임명되었다. 라벨은 루이 13세로 부터 약혼녀인 안 도트리슈의 초상화를 의뢰받고 파리로 갔다.
《화초도감》(Theatrum Florae )은 당시 널리 알려진 식물 69종의 삽화로 1622년에 파리에서 처음 출판되었고 1627년과 1633년에 재판을 발행하였다. 나중에 니콜라 로베르와 같은 다른 화가들의 그림이 추가되어 계속 발간되어 결국 6천개가 넘는 식물을 담게 되었다. 파리 자연사 박물관이 소장하고 있는 원본 69개 가운데 라벨이 서명한 판은 3개 뿐이어서 초판 모두가 라벨이 제작한 것인지에는 의문이 있다.  1700년대 말까지 서명없는 작품들은 네덜란드의 세밀화가인 엠마누엘 스위어트의 것이라 여겨졌다.
1617년부터 1637년 사망할 때까지 라벨은 발레 드 쿠르에서 발레 의상과 극장 세트를 디자인하였다. 라벨은 16세기의 그로테스크 전통을 차용하여 과장되고 희화된 인물을 창조하였다. 라벨이 창조한 캐릭터는 '기괴하게 부풀어 오른 목, 튀어나온 턱, 과장되게 매부리고 처진 코, 노려보는 듯한 얼굴, 가늘게 뜨는 눈'과 같이 극단적으로 왜곡된 얼굴을 가지고 있었다. 라벨은 독일의 화가 한스 바이디츠,  판화가 페터 플뢰트너, 캐리커쳐 화가 에르하르트 쇤 등에게 영향을 받아 캐릭터를 창조하였고, 그의 캐릭터 역시 이니고 존스를 비롯한 많은 유럽 화가들에 영향을 주었다. 라벨의 발레 가운데는 다음과 같은 것이 있었다.
- 생제르맹 숲 요정들의 발레 (1625년 2월 루브르 궁전에서 초연)
- 빌바오의 두에리에르 궁정대무도회 발레 (1626년 2월 루브르 궁전에서 초연)

1625년 2월 루브르에서 열린 생제르맹 숲 요정들의 발레 공연에서 루이 13세는 "용감한 투사" 역할로 등장하였다.
쥘 마자랭은 총리로서 실권을 쥔 뒤 라벨을 블루아로 추방하였다. 라벨은 그곳에 최초의 지방 식물원을 만들고 앤틸리스 제도에서 많은 종을 수입하였다. 라벨은 얼마 뒤 파리로 돌아가 그곳에서 사망하였지만, 그의 후손들은 블루아에서 계속 살았다.
라벨 사망 후 아내 앙투아네트 귀보르그는 라벨의 친구이자 국왕의 발레 지도자였던 자크 드 벨비유와 재혼하였다.
라벨은 삽화 성경도 만들었고 독일의 무기에 관한 책을 출판하기도 하였다. 갈릴레오 갈릴레이의 삽화를 맡았던 아버지 장 라벨처럼 그도 천문학자 니콜라클로드 파브리 드 페이레스크를 위해 삽화를 제작하였다. 사망 1년 전 최초의 달 지도를 제작한 것으로 추정된다. 1633년 페이레스크는 라벨에게 보낸 편지에서 골동품 꽃병 그림을 그려달라고 요청하였다.
프랑스 국립도서관에는 라벨의 《화충도 백선》(Recueil de cent fleurs et insectes) 원본을 보유하고 있다.

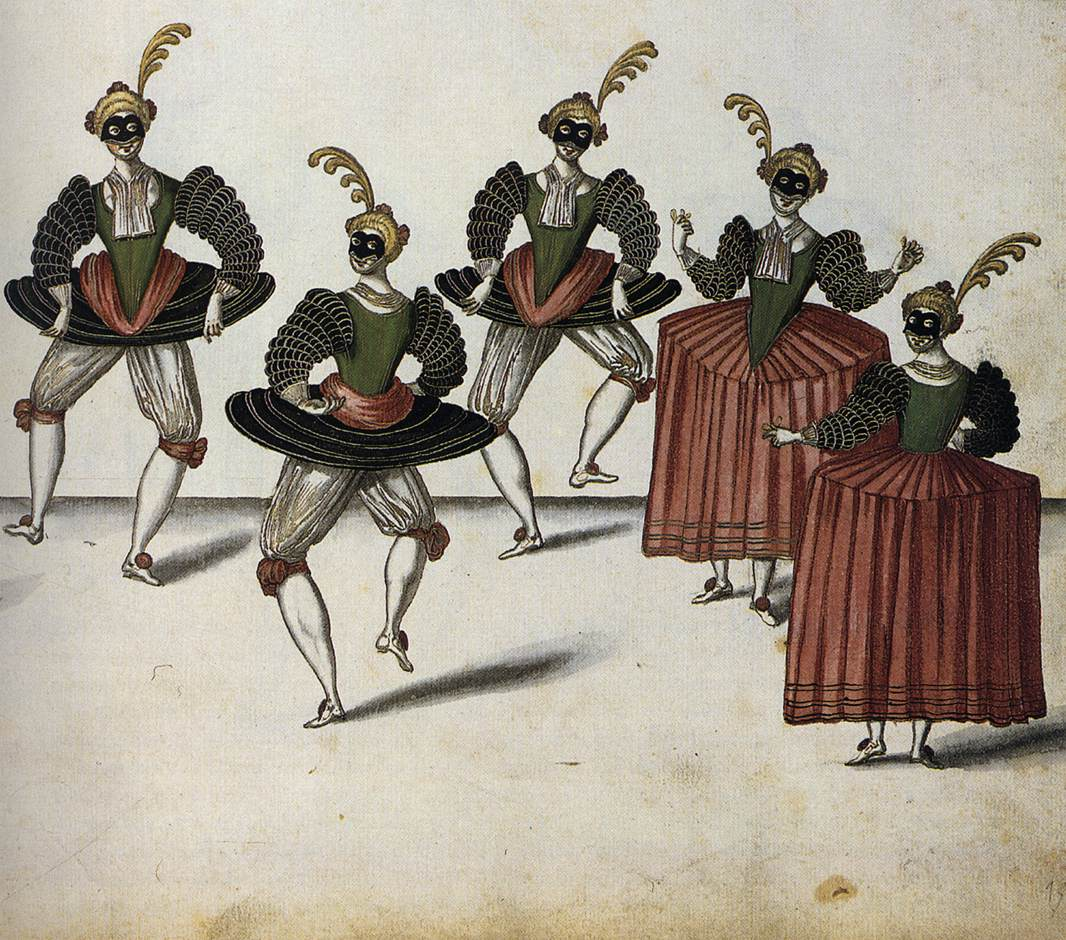
빌바오 그랜드 볼의 왕립 발레단

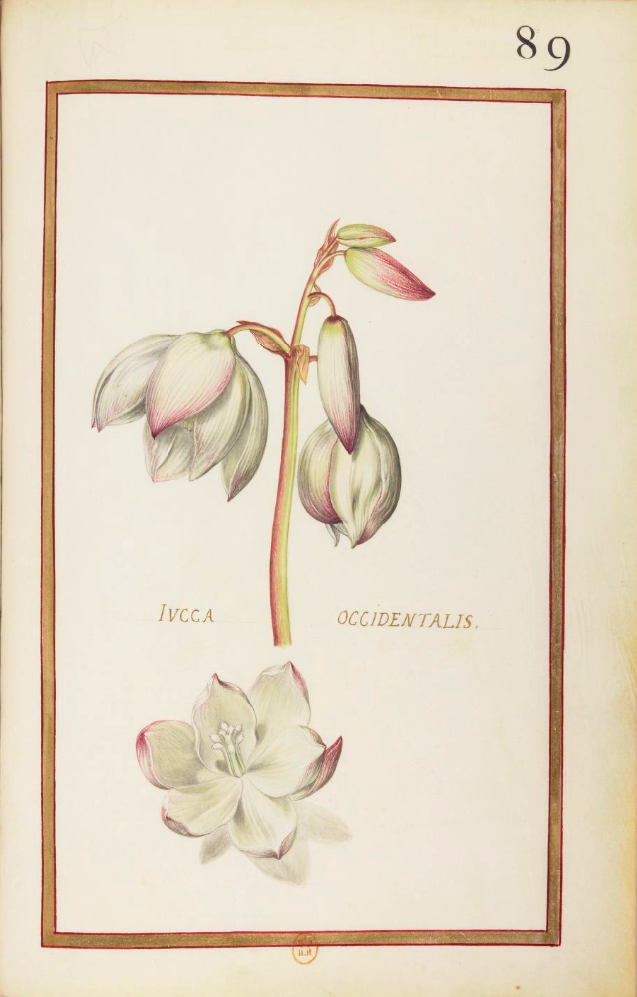
Iucca occidentalis, 1624년. 우피지에 그린 화충도 선집
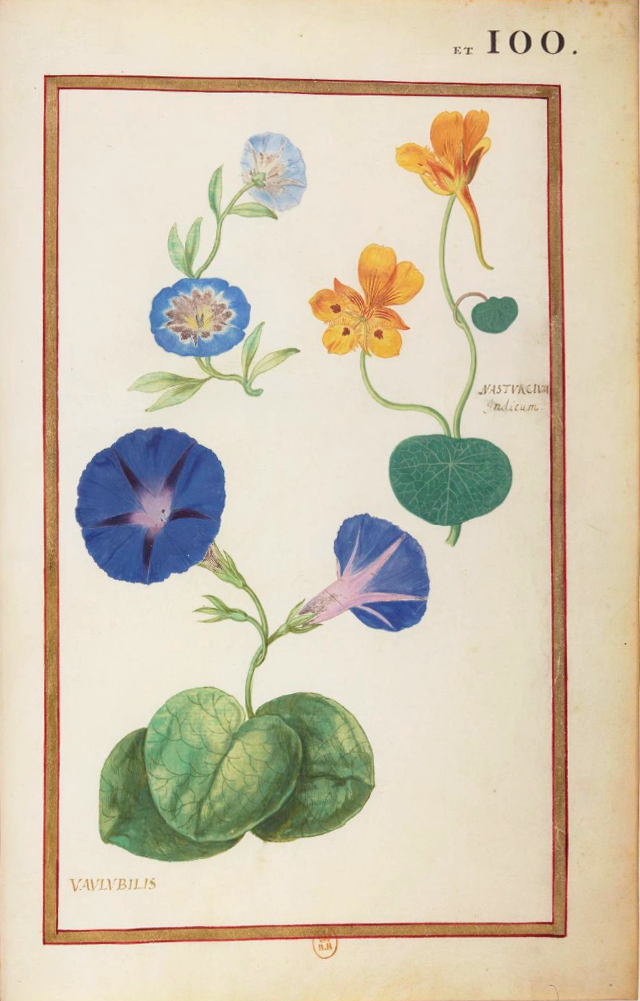
Nasturcium indicum, vaulubilis, 1624년. 우피지에 그린 화충도 선집
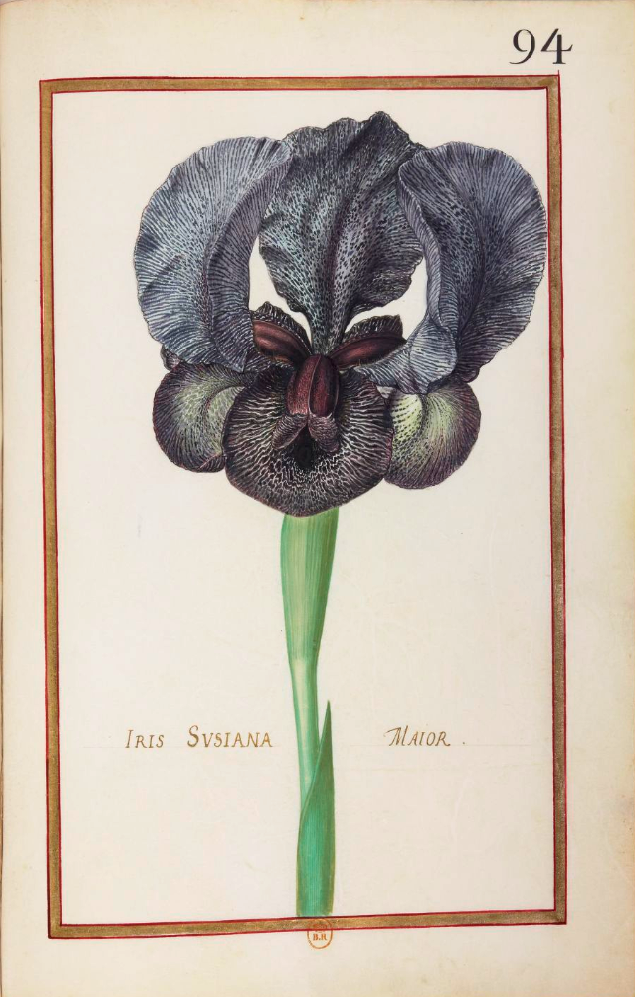
Iris susiana maior, 1624년. 우피지에 그린 화충도 선집
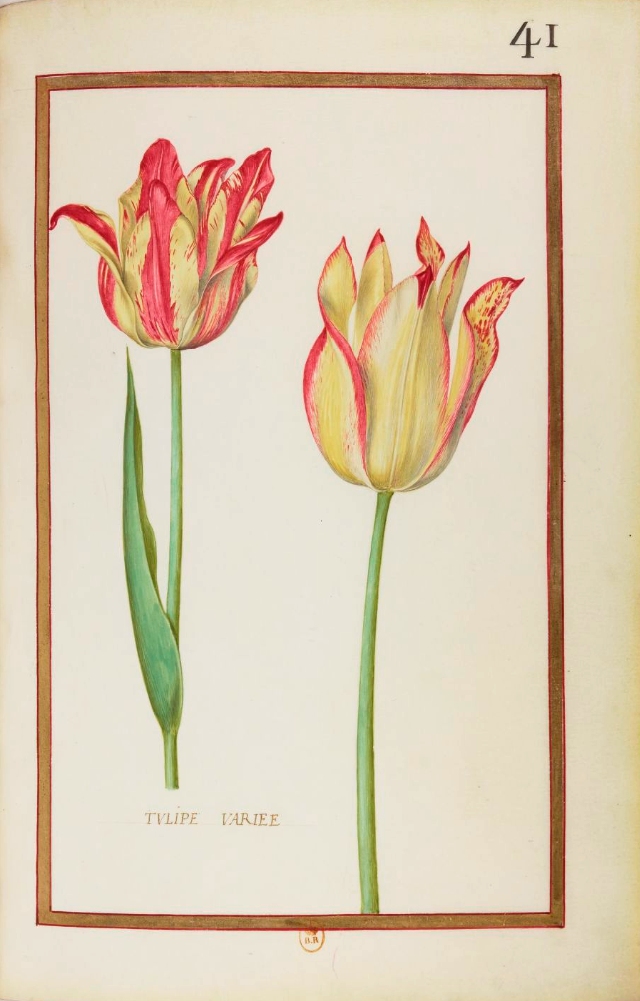
튤립, 1624년. 우피지에 그린 화충도 선집
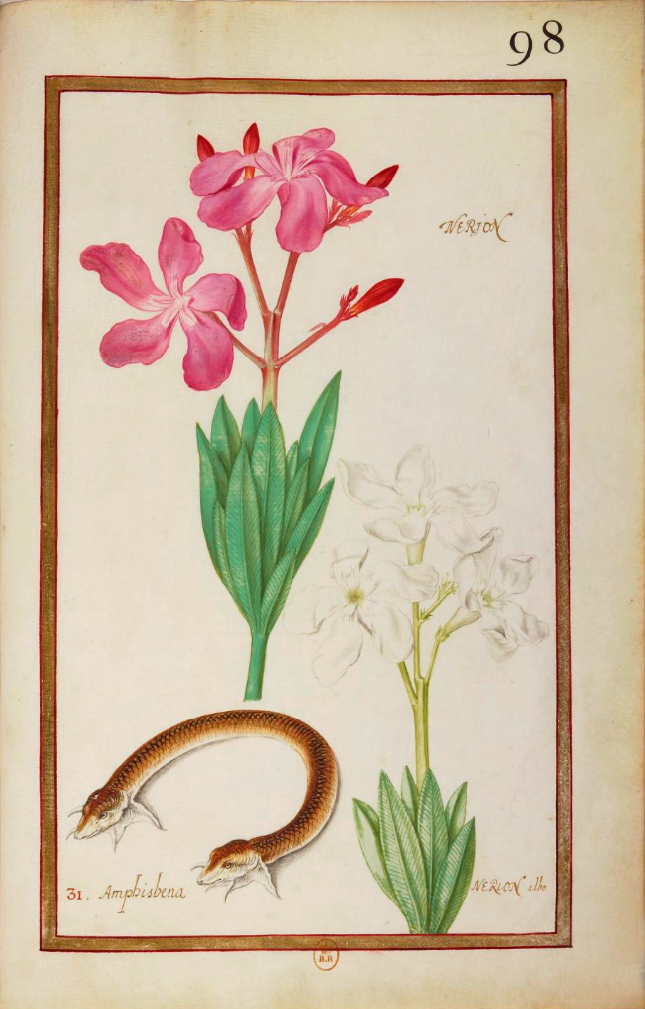
Nerion, amphisbena, nerion albo, 1624년. 우피지에 그린 화충도 선집

## 참고 문헌
- VK Preston, "Baroque Relations: Performing Silver and Gold in Daniel Rabel's 'Ballets of the Americas.'" In The Oxford Handbook of Dance and Reenactment, ed. Mark Franko. Oxford and New York: Oxford University Press, 2017 [2018 online]. ISBN 9780199314201.
- Daniel Rabel, Cent fleurs et insectes
- Daniel Rabel, Livre de differants desseings de parterres  1600–1640
- Daniel Rabel, Theatrum florae 1627
- Daniel Rabel, Cartouches de diferentes inuentions tres utilles a plussieurs sortes de personnes 1632
- E. T. Hamy, Jean Le Roy de la Boissière et Daniel Rabel, peintres d'histoire naturelle du commencement du XVIIe siècle ... Editor: Paris, Masson et cie
- Léo R. Schidlof, La Miniature en Europe, Graz, Akademiche Druck Verlagsanstalt, 1964, vol. II (M-Z).